# Nicola Brunelli
Nicola Brunelli (* 31. Oktober 1978 in Verona) ist ein italienischer Westernreiter.

## Werdegang
Bei den Weltmeisterschaften 2010 in Lexington (Kentucky) gewann er im Reining auf Spat a Blue Team-Bronze zusammen mit Marco Ricotta, Stefano Massignan und Dario Carmignani.
Er ist zweifacher Futurity Champion.

## Pferde (Auszug)
- Spat a Blue
- RS Ramses Olena (* 2004), Vater: Spat Olena, Muttervater: Docs Face Card, der als Sohn von Doc Olena von der legendären AQHA Hall of Fame-Stute Poco Lena abstammt[2]
- RS Craggan More